# Sakurashimeji
Sakurashimeji（さくらしめじ）は、日本のギターデュオ。スターダストプロモーションの若手男性タレント集団「EBiDAN39&KiDS」から選抜された、初のギターデュオである。レコードレーベルはSDR。

## 概要
「さくら」のような日なたの気持ちも、「しめじ」のような日かげの気持ちも、揺れ動く心に寄り添う音楽を届けるギターデュオ。
2024年8月22日までのグループ名は「さくらしめじ」。 Sakurashimejiの他に、「ガク＆ヒョウガ」、「ヒョーガク」、「しめじ」、「さくらさん」と呼ばれることもある。ファンは「きのこりあん」と呼ばれる。これは二人が決めた名称である。
デビュー時からイメージキャラクター、CDジャケット、グッズなどをフクモトエミがデザインしている。
自分たちで作詞作曲を行う事も多く、等身大の歌詞やメロディーが魅力的。
番組内オーディションで得意な楽器を用いて1曲のパフォーマンスを完成させる企画の際、二人ともたまたま同じギターを持ってきていたのが結成のきっかけ。
2014年6月14日に「ガク＆ヒョウガ」として結成され、各地でストリートライブを行っており、同年11月24日に「さくらしめじ」として正式デビューする事と同日にCD発売を行う事がステージ上で発表に。この事は本人達にはサプライズでの発表であり、当時は1曲限定のユニットが複数組まれていた背景もあった為、発表の際髙田彪我は「これからずっと、これで活動できるんだ」と思い嬉し涙を流し、ステージ上では笑っていた田中雅功もステージ裏へ戻った後涙を流していた。
尚、後に田中雅功はこの出来事を振り返った際、サプライズ告知映像の後ろで流れていた楽曲が1stシングル収録曲「いくじなし」「きのうのゆめ」だった事に触れ「レコーディングしているのに……(当時)どういうつもりでレコーディングしたんだろう」と今は不思議に思っていると語っている。

## メンバー
| 名前                     | 生年月日              | 担当                                                           | 血液型 | 出身地 | 備考 |
| ------------------------ | --------------------- | -------------------------------------------------------------- | ------ | ------ | --- |
| 田中雅功 たなか がく     | 2002年1月24日 (23歳)  | ボーカル、ギター                                               | A型    | 東京都 | 小学5年生のときにギターを始めた。クリープハイプのファンで、影響を受けている。                                                                                                  |
| 髙田彪我 たかだ ひょうが | 2001年10月23日 (23歳) | ボーカル、ギター、タンバリン、エッグシェイカー、アコーディオン | A型    | 東京都 | 小学6年生のときにギターを始めた。以前はギターを肩に掛け、タンバリンを首に掛けた姿で演奏するスタイルが基本だったが、2024年現在はギターのみとなっている。 リーダーを務めている。 |

## 沿革
2014年
- 6月14日：TOKYO MX「EBiDAN」番組内で「ガク＆ヒョウガ」として結成
- 8月3日：大宮アルシェにて初めてストリートライブを開催[6]。その後、数回開催する
- 11月24日：日本青年館で開催された「EBiDAN39＆KiDS 星男祭2014」にて、ユニット名を「ガク＆ヒョウガ」から「さくらしめじ」に改めることが正式に決定した。また、1stシングル「いくじなし / きのうのゆめ」をライブ会場限定で発売することを併せて発表[7]
- 11月30日より全国各所にて「いくじなし/きのうのゆめ」リリース記念イベント「さくらしめじのひょこひょこライブ」を開催

2015年
- 2月15日：サンストリート亀戸にて開催された「EBiDAN THE UNiON vol.0」にて、1stシングル「いくじなし/きのうのゆめ」が全国発売されることを発表[8]
- 2月：ニッポン放送 2015年3月度の優秀新人に選出される
- 3月11日：1stシングル「いくじなし/きのうのゆめ」全国発売[4]
- 5月6日：母への感謝を綴った新曲「ぎふと」を配信リリース[5]
- 6月24日：2ndシングル「きみでした/せきがえのかみさま」をリリース
- 7月31日：全国47都道府県での無料ライブイベント「さくらしめじニッポン列島菌活の旅〜広げよう“きのこの輪(フェアリーリング)”〜」を秋田県より開始
- 12月29日：初となるワンマンライブ「森のきのこの音楽会〜さんきゅう2015、うぇるかむ2016〜」を開催。翌年4月のワンマンライブ開催と、公式ファンクラブ「じめじめ倶楽部」の開設を発表[9]

2016年
- 1月13日：3rdシングル「はじまるきせつ/さんきゅう」をリリース
- 1月28日：公式LINEアカウントを開設。公式LINEブログを開始
- 3月18日：初のオフィシャルカレンダー「さくらしめじオフィシャルカレンダー2016.4-2017.3」を発売
- 4月23日：2度目のワンマンライブ「菌唱-KINSHOW-」を開催[10]
- 8月17日：4thシングル「ひだりむね」をリリース
- 10月9日：3度目のワンマンライブ「おたまじゃくしの宴」を開催[11]
- 11月27日：2015年7月より行ってきた「ニッポン列島菌活の旅」の最終公演をダイバーシティ東京で開催
- 12月29日：初となるファンミーティング「きのこりあんの集い vol.1」を開催[12]

2017年
- 3月22日：初のミニアルバム「さくら〆じ」をリリース
- 4月23日：4度目のワンマンライブ「春しめじのeat shun」を開催[13]
- 6月14日：結成日記念ワンマンライブ「しめたん -さくらしめじが生まれた日-」を開催[14]
- 7月8日より、日本各地のライブハウスを約1年かけて巡る「菌育 in the 家（はうす）」ツアーをHEAVEN'S ROCK さいたま新都心 VJ-3よりスタート[14]
- 8月23日：5thシングル「あやまリズム」をリリース。同楽曲はTBSテレビ『トミカハイパーレスキュー ドライブヘッド 機動救急警察』7月エンディングテーマに使用される[14]
- 12月29日：ファンミーティング「さくらしめじの忘年会『きのこりあんの集い vol.2』」を開催[15]

2018年
- 4月4日：1stアルバム「ハルシメジ」リリース。それに先がけ、収録曲「えそらごと」と「靴底メモリー」を2月14日、3月14日に配信リリース
- 6月14日：結成日記念ワンマンライブ「しめたん -さくらしめじが生まれた日- イヤイヤ期突入！？編」を開催[16]
- 7月28日：2017年7月より開催されていた「菌育 in the 家（はうす）」ツアーのファイナル公演「『真夏の星空ピクニック』in 日比谷野外大音楽堂」を開催
- 11月28日：1stEP「うたはつづくよどこまでも」をリリース。それに先がけ、収録曲「届けそこねたラブソング」をLINE MUSIC独占で9月5日先行配信リリース
- 10月28日-2019年1月20日：EPリリース記念ツアー「うたはつづくよどこまでも」を開催
- 12月18日：「さくらしめじのHappy X'mash LIVE 2018 in 中野サンプラザ」を開催[17]
- 12月29日：「平成最後のきのこりあんの集い vol.3」を開催[18]

2019年
- 初のツーマンイベント「ダブルでワクワク！さぁ！集まれダブダブ」を渋谷wwwにて3ケ月連続（2月15日：コレサワ、3月8日：大石昌良、4月6日：サイダーガール）で開催
- 2月15日：「先に言うね」配信リリース/スマホ型MV公開
- 3月1日：神奈川県にある藤沢市立第一中学校にてサプライズライブを開催。卒業記念公演として学校側がオファーを行った事から実現したものである[19]
- 3月15日：「お返しの約束」配信リリース。本楽曲は5周年を迎えるにあたって「感謝」と「覚悟」を伝える楽曲となっている[20]
- 3月30日-4月5日：舞台「PINK」全12公演の主演
- 5月3日：「木もれ陽の中の春風キャンプin日比谷野外大音楽堂」開催[21]
- 6月14日：結成日記念ワンマンライブ「しめたん-さくらしめじが生まれた日 祝5周年- 告知!!サプライズ編」開催[22]
- 7月5日：結成5周年企画の第2弾としてライブアルバム「木もれ陽の中の春風キャンプin日比谷野外大音楽堂」配信リリース
- 7月20日-9月23日：結成5周年企画の第1弾として、全国ツアー「ドッ！菌！青春！18本ツアー」を開催。また、会場限定でツアータオル付きCD「Bun! Bun! BuuuN!」をリリース[23]

- 9月26日：関東公演全公演チケット完売を受け追加公演「祝5周年年企画第1弾！『ドッ！菌！青春18本ツアー』～スーパーに売っているぶなしめじも1袋に何本入っているか決まりが無いように、青春の数にも決まりはないから追加公演します！～」を開催[24]
- 10月23日：「合言葉」配信リリース。同楽曲はテレビ東京系「ソクラテスのため息～滝沢カレンのわかるまで教えてください～」のエンディングテーマとして使用される
- 11月24日：「さくらしめじ祝5周年企画第3弾！スペシャルライブ」を開催。本公演はバンド編成の昼公演「改めましてさくらしめじと申します。大・大・大祝祭！ドドン！とお祝いしてくれYO！」と弾き語りライブの夜公演「森のきのこの音楽会～歌とギターとさくらしめじ。そして、きのこりあんを添えて～」の2部構成で行われた[25]
- 12月29日：「さくらしめじの忘年会『きのこりあんの集い vol.4』」を開催[26]

2020年
- 3月4日：結成5周年企画第4弾として、2ndアルバム「改めまして、さくらしめじと申します。」をリリース
- 3月30日：結成5周年企画を締めくくる第5弾として「さくらしめじが高校卒業するってよ！世界イチHAPPYな卒業式！ ハッピー！ ハピネス!! ハピネスト!!!」を開催予定だったが、新型コロナウイルスの影響で中止に。 代わりに生配信ライブ「さくらしめじ祝5周年企画 これじゃ終われない弾！ さくらしめじがこのままだと留年!? そりゃ困る！ 世界イチHAPPYな卒業式！ やりまーーーす!!!」を開催[27]

- 4月6日：個人Instagramアカウント開設。DTMを始める
- 5月5日：noteにて「会いに行こう（お家ver.）」を配信リリース。
- 5月20日：同じEBIDANに所属するM!LK、SUPER★DRAGONと共に結成したユニット「S.O.S！ ～sound of smile！～」で「風が吹く」を配信リリース
- 6月14日：結成日記念ワンマンライブ「しめたん～さくらしめじが生まれた日～ 18KIN!? それってなにキン!?」が開催予定だったが、新型コロナウイルスの影響で中止になった為、配信ライブ「さくらしめじ結成記念配信ライブ『しめたん』6周年スペシャル！～6（む）言のままじゃいられない!!～」を開催[28]
- 8月1日：配信ライブ「さくらしめじ東京の街からライブしまーす!!」を開催。本公演は実際にバスへ乗り込み、演奏をしながら走り続ける車内でライブ配信が行われた。[29]
- 10月15日：2ndシングルリード曲「きみでした」をアコースティックギターアレンジした「きみでした Acoustic Version」を配信リリース
- 10月23日：配信ライブ「それでも進むから、少しの勇気を。」を開催[30]
- 12月5日：大石昌良との配信ツーマンライブ「おおいしめじ。感動の再会ライブ！」を開催[31]
- 12月7日：4thシングル収録曲「またたび」のセルフカバー「またたび（Acoustic Version）」を配信リリース
- 12月29日：約1年ぶりの有観客ワンマンライブ「きのこりあんの集い Vol.5 ～お久しぶりでございます。～」を開催[32]

2021年
- 1月26日：1stミニアルバム収録曲「かぜいろのめろでぃー」のセルフカバー「かぜいろのめろでぃー（Acoustic Version）」を配信リリース
- 2月14日：「ストーリーズ」を配信リリース。同楽曲はドラマ「高嶺のハナさん」4月期エンディングテーマに決定。 また、同楽曲のアンサーソング「恋のスタートボタン（feat. さくらしめじ）」へ参加

- 3月10日：2ndアルバム「ボタン」をリリース。それに先がけ、収録曲「別れた後に僕が思うこと」が1月6日に先行配信。
- 4月4日：ワンマンライブ「春しめじのお花し in 中野サンプラザ」を開催。さくらしめじの2人が演奏する「おふたり編」と、バンド編成の「おなかま編」の2部構成で行われた。また、本公演は本格的な演劇を織り交ぜながら進行され、演劇パートの脚本は田中雅功が書き下ろした[33]
- 6月14日：結成日記念配信ライブ「さくらしめじ結成記念配信ライブ『しめたん』7周年！～今夜19:30にリモートで～」を開催[34]
- 7月18日：ワンマンライブ「さくらしめじのゼップでロッ菌！ 2021 in Zepp DiverCity」を開催[35]
- 7月19日：「わがままでいたい」を配信リリース
- 10月2日-11月28日：ワンマンライブツアー「さくらしめじの秋ツアー～シイノトモシビ～」を開催[36]
- 12月29日：忘年会ライブ「きのこりあんの集い Vol.6」を開催[37]

2022年
- 3月30日：「新種しめじの定期便」と称して、東京・SHIBUYA PLEASURE PLEASUREを舞台に隔月でライブ開催を行う事を発表。本企画は2023年3月まで実施された
- 4月2日、3日：ワンマンライブ「春しめじのお花し 二冊目」を開催。昨年開催された「春しめじのお花し」同様演劇パートの脚本は田中雅功が書き下ろした[38]
- 5月2日：隔月ワンマンライブ第1回「新種しめじの定期便～5月の味覚～」を開催
- 6月14日：結成日記念ワンマンライブ「さくらしめじ結成記念ライブ『しめたん』～8年目。もう20歳だし少しは大人に。苺みたいに甘酸っぱい恋を。～」を開催[39]
- 6月14日：+KIRARIにてオフィシャルファンクラブ「6スタ14時集合で。」の開設が決定。それに伴い7月31日をもって無料公式ファンクラブ「じめじめ倶楽部」のサービス終了が発表された
- 7月22日：隔月ワンマンライブ第2回「新種しめじの定期便～7月の味覚～」を開催
- 7月30日-8月28日：ワンマンライブツアー「僕は君で、君は僕」が開催
- 9月29日：隔月ワンマンライブ第3回「新種しめじの定期便～9月の味覚～」を開催
- 10月1日：「simple」を配信リリース。同楽曲はドラマ「高嶺のハナさん2」の主題歌となっている
- 10月15日：シンガーソングライターのKと共にアコースティックツーマンライブ「Yamaha presents K×さくらしめじ -Yamaha Acoustic Mind 2022 Special-」を開催
- 11月5日：「ブルースター」を配信リリース。同楽曲はドラマ「高嶺のハナさん2」のエンディングテーマとして使用されている
- 11月25日：隔月ワンマンライブ第4回「新種しめじの定期便～11月の味覚～」を開催
- 12月29日：忘年会ライブ「きのこりあんの集い Vol.ラッキー7」 を開催[40]

2023年
- 1月27日：隔月ワンマンライブ第5回「新種しめじの定期便～1月の味覚～」を開催
- 2月17日：「花びら、始まりを告げて」を配信リリース
- 2月23日：ファンクラブ会員限定イベント「さくらしめじ×BoyAge 勝手に！卒業式ライブ〜今日が始まりと言えたなら〜 in サンリオピューロランド」を開催
- 3月9日-4月30日：ワンマンライブツアー「さくらしめじ 桜TOUR 2023 ＜早春＞」を開催
- 3月17日：隔月ワンマンライブラスト「新種しめじの定期便～3月の味覚～」を開催
- 5月8日：「なるため」を配信リリース
- 5月12日-6月3日：ワンマンライブツアー「さくらしめじ 桜TOUR 2023 ＜晩春＞」を開催
- 6月14日：結成日記念ワンマンライブ「さくらしめじ 桜TOUR 2023 FINAL ＜しめたん＞」を開催。また、ユニットロゴが一新される事が発表された[41]
- 7月23日：ファンクラブ会員限定バスツアー「みんなで1つ屋根の下集合で。」を開催
- 10月18日、3rdアルバム「ゆくえ」をリリース。それに先がけ、リード曲「エンディング」を9月22日に先行配信 本アルバムの中には同じEBIDAN所属であるM!LKへキャリア初となる楽曲提供を行った「コトノハ」のセルフカバーや、田中雅功が高校1年生の時に制作した「天つ風」が収録されている[42]
- 12月1日-3日：ワンマンライブツアー「QUATTRO TOUR 2023『ゆくえ』」を開催
- 12月29日：忘年会ライブ「きのこりあんの集い Vol.8」を開催[43]

2024年
- 2月16日-「ただ君が」を配信リリース
- 2月23日-4月21日：ワンマンライブツアー「さくらしめじ 桜TOUR 2024」を開催
- 4月26日：「生きるよ」を配信リリース
- 5月15日：「大好きだったあの子を嫌いになって」を配信リリース
- 6月7日：ライブアルバム「さくらしめじ 桜TOUR 2023 FINAL ＜しめたん＞」を配信リリース
- 6月14日：結成日記念ワンマンライブ「さくらしめじ 10th Anniversary Live -しめたん-」を開催。アーティスト表記が変更になる事が発表された[44]
- 8月23日：アーティスト表記をSakurashimejiへ変更した[45][46]。同日「明日を」を配信リリース
- 8月23日： ＋KIRARI上で運営されていた公式ファンクラブ「6スタ14時集合で。」を年間ファンクラブ「6スタ14時集合で。」へ移行する事が決定。これに伴い、＋KIRARI版「6スタ14時集合で。」は2025年8月31日で更新終了予定
- 10月25日：Digital EP「Sakurashimeji Classics Vol.1」を配信リリース
- 10月26日：フリーライブツアー「明日を」最終日に、11月27日から放送されるドラマ「カプカプ」にてドラマ初主演を務める事が発表。また、ドラマの主題歌を担当する事も同時に発表された[47]
- 11月24日-12月8日：ワンマンライブツアー「Sakurashimeji Live House Tour 2024 心音」を開催
- 11月28日：「いつかサヨナラ」を配信リリース。同楽曲は初主演を務めたドラマ「カプカプ」の主題歌として使用された
- 12月14日：追加公演である「 Sakurashimeji Live House Tour 2024 心音 追加公演 」を開催
- 12月29日：忘年会ライブ「きのこりあんの集い Vol.9」を開催[48]

2025年
- 3月14日-3月21日：ワンマンライブツアー「Sakurashimeji Live Tour 2025 ~track [mono]」を開催
- 3月21日：「ランドリー」を配信リリース
- 4月18日-4月24日：主催対バンライブツアー「Sakurashimeji Live Tour 2025 ~track [poly]」を開催
  - 対バン相手は下記の通り
    - 4月18日(東京)：インナージャーニー
    - 4月23日(大阪)： パーカーズ
    - 4月24日(愛知)：なきごと
- 4月18日：「春が鳴った」を配信リリース
- 6月11日-6月19日：ワンマンライブ「Sakurashimeji Classics Premium Live "Shimetan" at Billboard Live」を開催
- 6月14日：Digital EP「Sakurashimeji Classics Vol.2」を配信リリース
- 6月14日：結成日記念生配信「Sakurashimeji 結成11周年記念 6時間連続生配信〜Sakurashimejiが今夜重大発表するってよ！〜」をYoutube・年額制FCにて生配信。
配信内で来年2月15日にワンマンライブ『Sakurashimeji Hall Live 2026「▷再成」〜Sakurashimejiが6年ぶりに渋公リベンジするってよ！〜』を開催する事を発表。
- 10月22日：4thアルバム「唄うこと、謳うこと」をリリース予定。
今作は収録される楽曲全て、メンバーの田中雅功と高田彪我の2人が作詞作曲を手掛けている。

2026年
- 2月15日：ワンマンライブ「Sakurashimeji Hall Live 2026「▷再成」〜Sakurashimejiが6年ぶりに渋公リベンジするってよ！〜」を開催予定。
本ライブは2020年3月に『さくらしめじ祝5周年企画第5弾!「さくらしめじが高校卒業するってよ！世界イチHAPPYな卒業式！ハッピー！ハピネス！！ハピネスト！！！」』をLINE CUBE SHIBUYA(渋谷公会堂)にて開催予定だったが、コロナ禍による影響で中止となった為、6年越しのリベンジ公演となる。

## ディスコグラフィ

### シングル
| 連番         | 発売日         | タイトル                            | オリコン 最高位                 | オリコン インディーズ最高位 | 収録曲 | 規格品番                                                            | 初動売上     |
| インディーズ | インディーズ   | インディーズ                        | インディーズ                    | インディーズ                | インディーズ | インディーズ                                                        | インディーズ |
| ------------ | -------------- | ----------------------------------- | ------------------------------- | --------------------------- | --- | ------------------------------------------------------------------- | ------------ |
| -            | 2014年11月24日 | いくじなし/きのうのゆめ             |                                 |                             | 1. いくじなし 2. きのうのゆめ | -                                                                   | -            |
| 1            | 2015年3月11日  | いくじなし/きのうのゆめ(全国出荷版) | 37位                            | 5位                         | 1. いくじなし【作詞:川上真樹/作曲・編曲:矢島直樹】 2. きのうのゆめ【作詞・作曲:宮崎まゆ/編曲:木村有希】 | ZXRC-1002                                                           | -            |
| 2            | 2015年6月24日  | きみでした/せきがえのかみさま       | 68位                            | 7位                         | 1.きみでした【作詞・作曲・編曲：中村瑛彦】 2.せきがえのかみさま【作詞・作曲・編曲：川副克弥】 | ZXRC-1017                                                           | -            |
| 3            | 2016年1月13日  | はじまるきせつ/さんきゅう           | 9位 (デイリーランキング最高5位) | 1位                         | 1.はじまるきせつ【作詞・作曲：中村瑛彦】 2.さんきゅう【作詞・作曲・編曲：鈴木裕哉】 3.てぃーけーじー【作詞・作曲・編曲：鈴木裕哉】(あさばん) 3.まよなかぴくにっく【作詞:大沢圭一/作曲:木之下慶行】(よるばん) | ZXRC-1051(あさばん) ZXRC-1052(よるばん)                             | -            |
| 4            | 2016年8月17日  | ひだりむね                          | 18位                            | -位                         | 1.ひだりむね 2.ふうせんはなび 3.だるまさんがころんだ(かみぶくろばん) 3.こんこんずし(きつねばん) 3.またたび(ねこばん)                                                                                         | ZXRC-1077(かみぶくろばん) ZXRC-1078(きつねばん) ZXRC-1079(ねこばん) | 6,457枚      |
| 5            | 2017年8月23日  | あやまリズム                        | 18位                            | -位                         | 1.あやまリズム 2.fragile 3.ケセラセラララ（通常盤） 3.あやまリズム（カラオケ）（はじめまして盤） | ZXRC-1116（通常盤） ZXRC-1117（はじめまして盤）                     | -            |

### EP
| 連番         | 発売日         | タイトル                 | オリコン最高位                | オリコンインディーズ最高位 | 収録曲                                                                                         | 規格品番                                                     | 初動売上     |
| インディーズ | インディーズ   | インディーズ             | インディーズ                  | インディーズ               | インディーズ                                                                                   | インディーズ                                                 | インディーズ |
| ------------ | -------------- | ------------------------ | ----------------------------- | -------------------------- | ---------------------------------------------------------------------------------------------- | ------------------------------------------------------------ | ------------ |
| 1            | 2018年11月28日 | うたはつづくよどこまでも | 16位 (デイリーランキング10位) | 2位                        | 1.My Sunshine 2.恋音と雨空 3.スプーンの初恋 〜あゝ、好きだよベイベー〜 4届けそこねたラブソング | ZXRC-1176(CD＋DVD盤) ZXRC-1177(通常盤) ZXRC-1178(イベント盤) | -            |

### 配信限定EP
| 連番 | 配信開始日     | タイトル                     | 収録曲 | 配信媒体                                     |
| ---- | -------------- | ---------------------------- | --- | -------------------------------------------- |
| 1    | 2024年10月25日 | Sakurashimeji Classics vol.1 | 1. ひだりむね (Classics Ver.) 2. 靴底メモリー (Classics Ver.) 3. きのうのゆめ (Classics Ver.) 4. かぜだより (Classics Ver.) 5. ゆめがさめたら (Classics Ver.)   | iTunes、spotify、LINE MUSIC、Apple Musicなど |
| 2    | 2025年6月14日  | Sakurashimeji Classics vol.2 | 1.朝が来る前に(Classics Ver.) 2.ふうせんはなび(Classics Ver.) 3.あやまリズム(Classics Ver.) 4.まよなかぴくにっく(Classics Ver.) 5.はじまるきせつ(Classics Ver.) | iTunes、spotify、LINE MUSIC、Apple Musicなど |

### アルバム
| 連番         | 発売日         | タイトル                             | オリコン最高位 | オリコンインディーズ最高位 | 収録曲 | 規格品番                                                                 | 初動売上     |  |
| インディーズ | インディーズ   | インディーズ                         | インディーズ   | インディーズ               | インディーズ | インディーズ                                                             | インディーズ |  |
| ------------ | -------------- | ------------------------------------ | -------------- | -------------------------- | --- | ------------------------------------------------------------------------ | ------------ |  |
| 1            | 2018年4月4日   | ハルシメジ                           | 11位           | 1位                        | 1.スタートダッシュ 2.あやまリズム(ハルシメジver.) 3.靴底メモリー 4.菌カツ！ 5.かぜだより 6.ねこの16ビート 7.夕空小道 8.でぃすとーしょん 9.朝が来る前に 10.えそらごと 11.おもいでくれよん                                                        | ZXRC-2030（CD&DVD盤） ZXRC-2031（通常盤） ZXRC-2032（イベント盤）        | -            |  |
| 2            | 2020年3月4日   | 改めまして、さくらしめじと申します。 | 11位           |                            | 1. 風とあるがままに今を歩こう 2. My Sunshine 3. 1･2･3 4. 同じ雲の下 5. 合言葉 6. いいじゃん 7. Bun! Bun! BuuuN! 8. たけのこミサイル 9. 先に言うね 10. しめじ体操 11. お返しの約束 12. 青春の唄(祝5周年！盤) 13. イントロダクション(祝5周年！盤) | ZXRC-2056（祝5周年！盤） ZXRC-2057（イベント盤） ZXRC-2058（WIZY限定盤） | 4,828枚      |  |
| 3            | 2023年10月18日 | ゆくえ                               | 20位           |                            | 1. simple 2. Iroto-Ridori 3. 天つ風 4. ブルースター 5. エンディング 6. わがままでいたい 7. コトノハ 8. なるため 9. 辛夷のつぼみ 10. 花びら、始まりを告げて                                                                                      | ZXRC-2102                                                                |              |  |

### ミニアルバム
| 連番 | 発売日        | タイトル   | オリコン最高位 | 収録曲 | 規格品番                                    |
| ---- | ------------- | ---------- | -------------- | --- | ------------------------------------------- |
| 1    | 2017年3月22日 | さくら〆じ | 24位           | 1. ひだりむね 2. かぜいろのめろでぃー 3. おたまじゃくし 4. いーでぃーえむ 5. ゆめがさめたら 6. みちくさこうしんきょく                                                  | ZXRC-2019（初回限定盤） ZXRC-2020（通常盤） |
| 2    | 2021年3月10日 | ボタン     | 31位\|         | 1.きみでした(Acoustic Version) 2.またたび(Acoustic Version) 3.かぜいろのめろでぃー(ボタン Version) 4.別れた後に僕が思うこと 5.ストーリーズ(feat.ひらめ) 6.会いに行こう | ZXRC-2079                                   |

### ライブアルバム
| 発売日       | タイトル                                         | 収録曲 | 規格 |
| ------------ | ------------------------------------------------ | --- | ---- |
| 2019年7月5日 | 木もれ陽の中の春風キャンプ in 日比谷野外大音楽堂 | 1.てぃーけーじー 2.ひだりむね 3.ふうせんはなび-木もれ陽の中の春風ver.- 4.かぜだより 5.いくじなし 6.菌カツ！ 7.ケセラセラララ 8.届けそこねたラブソング 9.夕空小道 10.My Sunshine 11.でぃすとーしょん 12.あやまリズム 13.スタートダッシュ 14.Bun! Bun! BuuuN! 15.先に言うね 16.えそらごと | 配信 |
| 2024年6月7日 | さくらしめじ 桜TOUR 2023 FINAL ＜しめたん＞      | 1. Opening of さくらしめじ 桜TOUR 2023 FINAL ＜しめたん＞ 2. My Sunshine 3. 青春の唄 4. ケセラセラララ 5. simple 6. 靴底メモリー 7. 届けそこねたラブソング 8. 天つ風 9. 合言葉 10. 花びら、始まりを告げて 11. 夕空小道 12. かぜだより 13. かぜいろのめろでぃー 14. ストーリーズ 15. ひだりむね 16. 1・2・3 17. わがままでいたい 18. でぃすとーしょん 19. 同じ雲の下 20. なるため 21. お返しの約束 22. 辛夷のつぼみ | 配信 |

### 配信限定
| 配信開始日     | 曲名                                                              | 配信媒体                                      |
| -------------- | ----------------------------------------------------------------- | --------------------------------------------- |
| 2015年5月6日   | ぎふと【作詞・編曲・サウンドプロデュース：島崎貴光/作曲：南直博】 | iTunes,spotify,LINE MUSICなど各種サブスクにて |
| 2018年2月14日  | えそらごと                                                        | iTunes,spotify,LINE MUSICなど各種サブスクにて |
| 2018年3月14日  | 靴底メモリー                                                      | iTunes,spotify,LINE MUSICなど各種サブスクにて |
| 2018年7月7日   | 恋音と雨空                                                        | iTunes,spotify,LINE MUSICなど各種サブスクにて |
| 2018年10月2日  | スプーンの初恋 〜あゝ、好きだよベイベー〜（TV ver.）              | iTunes,spotify,LINE MUSICなど各種サブスクにて |
| 2019年2月15日  | 先に言うね                                                        | iTunes,spotify,LINE MUSICなど各種サブスクにて |
| 2019年3月15日  | お返しの約束                                                      | iTunes,spotify,LINE MUSICなど各種サブスクにて |
| 2019年8月21日  | 同じ雲の下                                                        | iTunes,spotify,LINE MUSICなど各種サブスクにて |
| 2019年10月23日 | 合言葉                                                            | iTunes,spotify,LINE MUSICなど各種サブスクにて |
| 2020年2月28日  | しめじ体操                                                        | iTunes,spotify,LINE MUSICなど各種サブスクにて |
| 2020年5月5日   | 会いに行こう（お家ver.）                                          | さくらしめじnoteにて                          |
| 2020年10月15日 | きみでした (Acoustic Version)                                     | iTunes,spotify,LINE MUSICなど各種サブスクにて |
| 2020年12月7日  | またたび (Acoustic Version)                                       | iTunes,spotify,LINE MUSICなど各種サブスクにて |
| 2021年1月6日   | 別れた後に僕が思うこと                                            | iTunes,spotify,LINE MUSICなど各種サブスクにて |
| 2021年1月27日  | かぜいろのめろでぃー (Acoustic Version)                           | iTunes,spotify,LINE MUSICなど各種サブスクにて |
| 2021年2月14日  | ストーリーズ (feat.ひらめ)                                        | iTunes,spotify,LINE MUSICなど各種サブスクにて |
| 2021年7月19日  | わがままでいたい                                                  | iTunes,spotify,LINE MUSICなど各種サブスクにて |
| 2022年1月24日  | Iroto-Ridori                                                      | iTunes,spotify,LINE MUSICなど各種サブスクにて |
| 2022年7月23日  | 辛夷のつぼみ                                                      | iTunes,spotify,LINE MUSICなど各種サブスクにて |
| 2022年10月1日  | simple                                                            | iTunes,spotify,LINE MUSICなど各種サブスクにて |
| 2022年11月5日  | ブルースター                                                      | iTunes,spotify,LINE MUSICなど各種サブスクにて |
| 2023年2月17日  | 花びら、始まりを告げて                                            | iTunes,spotify,LINE MUSICなど各種サブスクにて |
| 2023年5月8日   | なるため                                                          | iTunes,spotify,LINE MUSICなど各種サブスクにて |
| 2023年9月22日  | エンディング                                                      | iTunes,spotify,LINE MUSICなど各種サブスクにて |
| 2024年2月16日  | ただ君が                                                          | iTunes,spotify,LINE MUSICなど各種サブスクにて |
| 2024年4月26日  | 生きるよ                                                          | iTunes,spotify,LINE MUSICなど各種サブスクにて |
| 2024年5月15日  | 大好きだったあの子を嫌いになって                                  | iTunes,spotify,LINE MUSICなど各種サブスクにて |
| 2024年8月23日  | 明日を                                                            | iTunes,spotify,LINE MUSICなど各種サブスクにて |
| 2024年11月28日 | いつかサヨナラ                                                    | iTunes,spotify,LINE MUSICなど各種サブスクにて |
| 2025年3月21日  | ランドリー                                                        | iTunes,spotify,LINE MUSICなど各種サブスクにて |
| 2025年4月18日  | 春が鳴った                                                        | iTunes,spotify,LINE MUSICなど各種サブスクにて |

コラボレーション
- 風が吹く（2020年5月20日） - S.O.S！〜sound of smile！〜(通称S.O.S！)名義

### 参加作品
| 発売日        | タイトル                                          |
| ------------- | ------------------------------------------------- |
| 2021年2月14日 | ひらめ『恋のスタートボタン (feat. さくらしめじ)』 |

## ミュージックビデオ
| 曲名                                                                 | 監督                     | 出演                   |
| -------------------------------------------------------------------- | ------------------------ | ---------------------- |
| さくらしめじ「いくじなし」〜みゅーじっくびでお〜 - YouTube           | 加藤貞和                 |                        |
| さくらしめじ「きみでした」みゅーじっくびでお - YouTube               | WAKAME (ライジン)        |                        |
| さくらしめじ「さんきゅう」みゅーじっくびでお - YouTube               | ハヤシサトル             |                        |
| さくらしめじ「はじまるきせつ」みゅーじっくびでお - YouTube           | 森岡千織                 | 芋洗坂係長             |
| さくらしめじ「ひだりむね」みゅーじっくびでお - YouTube               | 平林克理                 | 永野芽郁、永井響       |
| さくらしめじ「かぜいろのめろでぃー」みゅーじっくびでお - YouTube     | 土屋隆俊                 |                        |
| さくらしめじ「ゆめがさめたら」                                       |                          |                        |
| さくらしめじ「あやまリズム」MusicVideo - YouTube                     | ハヤシサトル             |                        |
| さくらしめじ「スタートダッシュ」Music Video                          | 土屋隆俊                 | 柴田杏花、渡辺哲史     |
| さくらしめじ「My Sunshine」Music Video                               | Shingo Tanaka(isai Inc.) |                        |
| さくらしめじ「先に言うね」Music Video                                | Makoto Kawata（KNAP）    |                        |
| さくらしめじ「お返しの約束」Music Video                              | エリザベス宮地           |                        |
| さくらしめじ「合言葉」Music Video                                    | 土屋隆俊                 | 井手上漠               |
| さくらしめじ「しめじ体操」Music Video                                | さくらしめじ             |                        |
| さくらしめじ「青春の唄」Music Video                                  | ハヤシサトル             |                        |
| さくらしめじ「きみでした Acoustic Version」Music Video               | 鈴木友莉                 | 小西はる               |
| さくらしめじ「またたび Acoustic Version」Music Video🐱               |                          |                        |
| さくらしめじ「別れた後に僕が思うこと」Music Video                    |                          |                        |
| さくらしめじ「かぜいろのめろでぃー (Acoustic Version)」Music Video🎸 |                          |                        |
| さくらしめじ「ストーリーズ (feat.ひらめ)」Music Video                | 碓井将大                 | 香音、植村颯太、ひらめ |
| さくらしめじ「辛夷のつぼみ」Music Video                              | 大須賀雄介               |                        |
| さくらしめじ「simple」Music Video                                    | “yoru”                   |                        |
| さくらしめじ「ブルースター」Music Video                              | Yusuke Arai (PLN2)       |                        |
| さくらしめじ「エンディング」Music Video                              | Daigo Ando               |                        |
| さくらしめじ「ただ君が」Music Video                                  | Daigo Ando               | 佐藤里菜               |
| Sakurashimeji「明日を」Music Video                                   | UDO                      |                        |
| Sakurashimeji「ひだりむね (Classics Ver.)」Music Video               |                          |                        |
| Sakurashimeji「いつかサヨナラ」Music Video                           | Raita Nakamura(yoru)     | 板尾創路、小川李奈     |
| Sakurashimeji「ランドリー」Music Video                               | Raita Nakamura(yoru)     |                        |
| Sakurashimeji「春が鳴った」Music Video                               |                          |                        |

## タイアップ
| 曲名                      | タイアップ                                                                    |
| ------------------------- | ----------------------------------------------------------------------------- |
| いくじなし                | BS11 『ミュージック☆ロード』エンディングテーマ                                |
| いくじなし                | CBCラジオ『いっしょに歌お！CBCラジオ』 4月の歌                                |
| ひだりむね                | テレビ東京ドラマ『こえ恋』オープニングテーマ曲                                |
| はじまるきせつ            | 日本テレビ『PON!』2017年2月度エンディングテーマ                               |
| あやまリズム              | TBS『トミカハイパーレスキュー ドライブヘッド 機動救急警察』エンディングテーマ |
| ストーリーズ(feat.ひらめ) | BSテレビ東京『高嶺のハナさん』主題歌                                          |
| simple                    | BSテレビ東京『高嶺のハナさん2』オープニングテーマ                             |
| ブルースター              | BSテレビ東京『高嶺のハナさん2』エンディングテーマ                             |
| いつかサヨナラ            | テレビ東京 水ドラ25『カプカプ』主題歌                                         |

## 出演

### テレビ番組
- EBiDAN（TOKYO MX）
- EBiDANボンバー（BS11）
- EBiDANアミーゴ！（BS日テレ）
- ミュージック☆ロード（2015年3月28日 - （不定期）、BS11）
- サキドリ!（2015年6月29日 - 7月3日、MUSIC ON! TV）
- スター☆ドリーマーズ（2016年7月 - 、BS朝日）
- DAN! DAN! EBiDAN! (2024年1月11日 - 2024年3月28日、2024年7月4日- 、テレビ東京）
- 高見沢俊彦の美味しい音楽 美しいメシ（2025年2月14日、BS朝日）[57]

### テレビドラマ
- カプカプ（2024年11月28日 - 12月26日、テレビ東京） - 主演・鷹見亮 役（髙田）、沖田海斗 役（田中）

田中雅功出演
- ザ・ロブスターズ (2014年10月18日、Hulu) - 俊 役
- 家族ノカタチ 第7話（2016年2月28日、TBS） - 川澄匠 役
- FAKE MOTION-卓球の王将-（2020年4月9日 - 5月28日、日本テレビ） - 山田 役

髙田彪我出演
- 5→9〜私に恋したお坊さん〜（2015年10月12日 - 12月14日） - 里中由希 役
- 家族ノカタチ（2016年1月17日 - 3月20日、TBS） - 永里浩太 役
- FAKE MOTION-卓球の王将-（2020年4月9日 - 5月28日、日本テレビ） - 倉本 役
- 連続テレビ小説 おかえりモネ 第12回 - （2021年6月1日 - 、NHK） - 早坂悠人 役

### ラジオ番組
- うしみつドキドキ! EBiDAN THE UNiON（2016年1月 - 12月（不定期）、CBCラジオ）
- ナガオカ×スクランブル（2016年4月13日、CBCラジオ）
- Sakurashimejiとハモって。(2025年4月1日 - 、NACK5、Smile SUMMIT内コーナー) - MC

### ミュージックビデオ
- シクラメン「SKYWALKER」

### インターネット
- さくらしめじのすくすくスクール（2015年4月 - 2016年8月、OKMusic）
- さくらしめじのなんとかかんとか（2016年3月19日 - 4月17日 、LINE LIVE）
- さくらしめじの菌曜すてーしょん（2016年7月22日 - 8月26日、以後不定期、LINE LIVE、YouTube Live）

### 舞台
- PINK（2019年3月30日 - 4月5日〈全12公演〉、CBGKシブゲキ!!） - 主演
- 日本昔ばなし 太宰治作品 お伽草紙より 舞台版『舌切雀』（2024年2月9日 - 18日、ヒューリックホール東京） - 藤原仁一郎 役[60]

## 書籍
- さくらしめじアーティストブック はじめまして20歳、これからの話（2022年1月、KADOKAWA）

### 掲載
- EBiDAN vol.4（2014年12月5日発売、SDP）
- EBiDAN vol.5（2015年3月29日発売、SDP)
- EBiDAN vol.6（2015年7月21日発売、SDP）
- EBiDAN vol.7（2015年12月17日発売、SDP）
- さくらしめじかれんだー 2016.4→2017.3（2016年3月18日発売、SDP）
- EBiDAN vol.8（2016年7月27日発売、SDP）
- EBiDAN vol.9（2017年1月15日発売、SDP）
- さくらしめじかれんだー 2017.4→2018.3（2017年2月13日発売、SDP）
- EBiDAN vol.10（2017年8月9日発売、SDP）
- EBiDAN vol.11（2017年12月30日発売、SDP）
- さくらしめじカレンダー2018.4 → 2019.3（2018年2月26日発売、SDP）
- EBiDAN vol.12（2018年9月2日発売、SDP）
- さくらしめじカレンダー2019.4 → 2020.3（2019年3月16日発売、SDP）
- EBiDAN vol.13（2019年3月28日発売、SDP）

## 主なライブ・イベント

### 主催イベント
- さくらしめじニッポン列島菌活の旅〜広げよう“きのこの輪(フェアリーリング)”〜（2015年7月31日 - 2016年11月27日、全47か所）
- 森のきのこの音楽会〜さんきゅう2015、うぇるかむ2016〜 （2015年12月29日、光が丘IMAホール）
- 菌唱-KINSHOW-（2016年4月23日、千葉県文化会館大ホール）[61]
- おたまじゃくしの宴（2016年10月9日、よこすか芸術劇場）[62]
- きのこりあんの集い vol.1（2016年12月29日、光が丘IMAホール）
- 春しめじのeat shun（2017年4月23日、TOKYO DOME CITY HALL）
- しめたん -さくらしめじが生まれた日-（2017年6月14日、下北沢GARDEN）
- 菌育 in the 家（はうす）（2017年7月8日 - 2018年7月28日）
  - HEAVEN'S ROCK さいたま新都心 VJ-3（2017年7月8日）
  - 新潟県 CLUB RIVERST（2017年8月6日）
  - SHIBUYA CLUB QUATTRO（2017年9月3日）＜菌育 in the 家（はうす）スペシャル＞
  - 仙台darwin（2017年9月10日）
  - 高松DIME（2017年10月9日）
  - HIROSHIMA BACK BEAT（2017年11月25日）
  - マイナビBLITZ赤坂（2017年12月9日）＜菌育 in the 家（はうす）スペシャル＞
  - 福岡INSA（2018年1月20日）
  - NAGOYA CLUB QUATTRO（2018年2月12日）
  - F.A.D YOKOHAMA（2018年3月3日）
  - 浜松窓枠（2018年4月22日）
  - 札幌COLONY（2018年5月13日）
  - UMEDA CLUB QUATTRO（2018年6月16日）
  - 日比谷野外大音楽堂（2018年7月28日）＜菌育 in the 家（はうす）ファイナル＞
- しめたん -さくらしめじが生まれた日- イヤイヤ期突入！？編（2018年6月14日、duo MUSIC EXCHANGE）
- きのこりあんの集い vol.2（2017年12月29日、光が丘IMAホール）
- リリース記念ツアー「うたはつづくよどこまでも」
  - NIIGATA LOTS（2018年10月28日）
  - 仙台darwin（2018年11月11日）
  - 福岡DRUM LOGOS（2018年12月23日）
  - 大阪バナナホール（2019年1月6日）
  - 広島CLUB QUATTRO（2019年1月20日）
- さくらしめじのHappy X’mash LIVE 2018 in 中野サンプラザ（2018年12月15日）
- きのこりあんの集い vol.3（2018年12月29日、光が丘IMAホール）
- ダブルでワクワク！さぁ！集まれダブダブ！（会場：渋谷WWW）
  - コレサワ（2019年2月15日）
  - 大石昌良（2019年3月8日）
  - サイダーガール（2019年4月6日）
- 木漏れ陽の中の春風キャンプ in 日比谷野外大音楽堂（2019年5月3日）
- さくらしめじのゼップでロッ菌！東京Zepp DiverCity（2021年7月18日）
- さくらしめじのクイックライブ! 〜即興セトリで60分一本勝負!?〜（2021年9月19日）
- さくらしめじの秋ツアー〜四位のトモシビ〜（2021年10月2日〜11月28日）
- さくらしめじ髙田彪我生誕ライブ 〜タカダのハタチ、アナタとワタシ〜（2021年10月23日）
- きのこりあんの集い Vol.6（2021年12月29日）
- さくらしめじ田中雅功生誕ライブ 20歳になったので、たくさんお祝いしてください。（2022年1月24日）
- さくらしめじワンマンライブ「春しめじのお花し 二冊目」（2022年4月2日・4月3日）
- さくらしめじ結成記念ライブ『しめたん』〜8年目。もう20歳だし少しは大人に。苺みたいに甘酸っぱい恋を。〜（2022年6月14日）
- さくらしめじ隔月ワンマンライブ「新種しめじの定期便〜7月の味覚〜」（2022年7月22日）
- さくらしめじ 2022夏ツアー「僕は君で、君は僕」（2022年7月30日 - 8月28日）
- さくらしめじ隔月ワンマンライブ「新種しめじの定期便〜9月の味覚〜」（2022年9月29日）
- さくらしめじの忘年会ライブ「きのこりあんの集い Vol.ラッキー7」（2022年12月29日）
- さくらしめじ 桜TOUR 2023 <早春>（（2023年3月5日 - 4月30日）
- さくらしめじ 桜TOUR 2023 <晩春>（2023年5月12日 - 6月3日）
- さくらしめじ 桜TOUR 2023 FINAL <しめたん>（2023年6月14日、EX THEATER ROPPONGI）

### 出演イベント
- KIDS DANCE CONTEST ARCHE CUP VOL.3（2014年9月20日、大宮アルシェ）
- 大宮RENKETSU祭@ARCH（2014年10月13日、大宮アルシェ）
- DOQRO 緊急ライブイベント！（2014年11月3日、ルミネエスト新宿屋上）
- EBiDAN39&KiDS 星男祭2014（2014年11月24日、日本青年館）
- EBiDAN39&KiDS 〜クリスマスイブイブライブ的な！〜（2014年12月23日、渋谷 Milky Way）
- 第40回ラジオ・チャリティ・ミュージックソン（2014年12月25日、有楽町駅前）
- EBiDAN THE UNiON vol.0（2015年2月15日、サンストリート亀戸）
- EBiDAN THE UNiON vol.1（2015年3月29日、ゲートシティ大崎アトリウム[63]）
- ニッポン放送 ラジオパーク in日比谷 2015（2015年5月3日、日比谷公園 にれの木広場ステージ）
- EBiDAN THE UNiON vol.2（2015年5月24日、ららぽーと柏の葉）
- ナガオカ×スクランブル with 「EBiDAN THE UNiON vol.3」（2015年6月28日、オアシス21銀河の広場）
- EBiDAN THE LIVE 〜Summer Party〜（2015年7月12日、東京国際フォーラム ホールA）
- DISH//ファンクラブイベント「皿組GOLD会員限定トークショー DISH//の部屋」1部（2015年8月17日、恵比寿 ザ・ガーデンルーム）
- 中京テレビ24時間テレビ チャリティーライブ（2015年8月23日、栄・久屋大通公園 久屋広場、アスナル金山、イオンモール名古屋茶屋）
- EBiDAN39&KiDS 星男祭2015（2015年9月27日、かつしかシンフォニーヒルズ モーツァルトホール[64]）
- 大宮駅トレインフェスタ2015×大宮RENKETSU祭（2015年10月25日、大宮アルシェ）
- ヨコハマきのこ大祭2015（2015年10月30日、リーフみなとみらい[65]）
- 元気ハツラツ市（2015年11月1日、大垣駅前 新大橋ステージ）
- しろねこまつり（2016年1月22日、下北沢ろくでもない夜）
- 中京テレビ 番組まつり「BOYS UNIT FES.」（2016年3月27日、久屋大通公園 久屋広場）
- 桜イルミネーション@Orbi Yokohama（2016年4月15日、オービィ横浜）
- ニッポン放送 ラジオパーク in 丸の内 2016〜街と、スポーツと、音楽と〜（2016年4月28日、丸ビル1階 マルキューブ）
- EBiDAN THE LIVE 〜Summer Party〜（2016年7月20日、21日、NHKホール）
- CBCラジオ夏祭り2016（2016年7月30日、久屋大通公園）
- EBiDAN THE UNiON〜HALLOWEEN PARTY 2016〜（2016年10月30日、TOKYO DOME CITY HALL）
- 第42回ラジオ・チャリティー・ミュージックソン（2016年12月24日、有楽町駅前ステージ）
- 古町どんどん（2017年5月13日、古町通七番町特設ステージ）
- CBCラジオ夏祭り2017（2017年7月30日、久屋大通公園）
- EBiDAN THE LIVE（2017年8月3日、4日、東京国際フォーラム ホールA）
- Ibaraki Sogobussan Ongaku Festival 2017 -茨城総合物産音楽フェスティバル-（2017年9月16日、千波公園）
- KOMAGANE MUSIC FESTA 2017（2017年10月1日、駒ヶ根市文化会館）
- 2018ひろしまフラワーフェスティバル（2018年5月4日、オリーブ）
- ESP学園 Presents 「COLORS2018」（2018年7月7日、新木場STUDIO COAST）
- OTODAMA SEA STUDIO 2018「END OF SUMMER BREEZE 2018」（2018年8月27日、三浦海岸OTODAMA SEA STUDIO）
- EBiDAN THE LIVE 2018 〜Summer Party〜（2018年8月28日、29日、東京国際フォーラム ホールA）
- 鎌倉女子大学 中・高等部 学園祭（2018年9月15日、鎌倉女子大学）
- 中国学園大学・中国短期大学 第53回白鷺祭（2018年10月14日、中国学園大学）
- 大阪信愛女学院短期大学「楓祭」（2018年11月3日、大阪信愛女学院）
- まけんグミフェス☆2019（2019年3月21日、新木場STUDIO COAST）
- 栄ミナミ音楽祭'19（2019年5月12日、名古屋パルコ西館前）